# Chiesa di San Rocco (Turriaco)
La chiesa di San Rocco è la parrocchiale di Turriaco, in provincia e arcidiocesi di Gorizia; fa parte del decanato di Ronchi dei Legionari.

## Storia
La primitiva chiesa di Turriaco dedicata a San Rocco venne edificata nel XVI secolo. L'attuale parrocchiale fu costruita a fianco di quella precedente tra il 1686 ed il 1709 in stile barocco. Il fonte battesimale venne benedetto il 22 maggio 1706 e la vecchia chiesa cinquecentesca fu chiusa al culto e demolita nel 1736.
La nuova parrocchiale fu consacrata il 28 giugno 1746 dal patriarca di Aquileia Daniele Dolfin. Il campanile venne eretto tra il 1752 ed il 1766 e nel 1799 dotato di tre nuove campane. Nel 1811 venne collocato il nuovo altar maggiore, posto originariamente nella non più esistente chiesa udinese di Santa Lucia e, nel 1869, la chiesa fu ampliata. Infine, nel 1985, l'edificio venne completamente ristrutturato.